# 毛利就禎
毛利 就禎（もうり なりさだ）は、長州藩一門家老である阿川毛利家の8代。

## 生涯
延享2年（1745年）、一門家老毛利広漢の長男として生まれる。宝暦4年（1754年）、広漢が藩主毛利重就と対立して処罰され、隠居したため家督を相続することとなる。元服して重就より偏諱を授かり就禎と名乗る。明和2年（1765年）、後潟で38町2反の干潟の開作（干拓）を行う。明和7年（1770年）1月、当職毛利広圓が没し、代わって当職（執政・国家老）となる。安永9年（1780年）、隠居して家督を養子の信任に譲る。享和元年（1801年）11月27日死去。享年57。